# Petition
En petition (latin: petitio) är en begäran eller framställning till en myndighet från enskilda personer eller organisationer. Petitionen görs ofta av samhällsmedlemmar som inte annars på grund av sin ställning har rätt till initiativ i politiska och administrativa frågor.
Petitionen kan handla om vad som helst som ligger inom myndighetens verksamhetsområde. Den är i regel kopplad till en namninsamling.

## Etymologi
Ordet petition härrör från latinets petitio, 'begäran' (från petere, 'bedja'). Det förekommer i svensk skrift sedan 1791, med standardiserad -ion-ändelse efter fransk förebild.

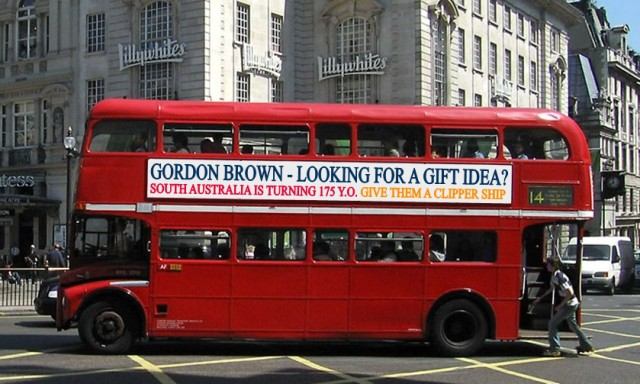
En datormanipulerad bild använd för att uppmärksamma en petition till Storbritanniens premiärminister.

## Beskrivning
En petition förbereds i en fråga som engagerar någon eller några personer. Den formuleras som en önskan eller begäran till en myndighet att ta ställning för eller emot den specifika frågeställningen. Begäran visar sin betydelse genom att samla stöd från likasinnade, vilket kan ske genom upprop i tidningar, tidskrifter, via korrespondens eller på allmän plats. I Internetåldern har sociala medier blivit en viktig kanal för att uppmärksamma petitionen och samla namnunderskrifter till stöd för den. På Internet finns särskilda webbplatser (exempel: avaaz.org, activism.com och change.org) som i princip enbart har som syfte att samla stöd till petitioner i olika samhällsfrågor. Sådana petitioner kan startas av vem som helst, och de här "kampanjsajterna" fungerar i sig som sociala nätverk kring samhällsfrågor.

## Petitionsrätt och petitionsfrihet
I vissa fall kan en petitionsrätt finnas. För att utnyttja den måste petitionen inlämnas av behörig person i behörig form i behörig ordning, och petitionen måste röra myndighetens verksamhetsfält. Inom förvaltningsrätt användes begreppet tidigare om rätten som kommunerna hade att göra framställningar till statliga myndigheter.
Också då det inte finns någon formell petitionsrätt har medborgarna i allmänhet petitionsfrihet: man kan rikta en petition till en myndighet, varvid myndigheten kan välja att ta petitionen till behandling.
Engelska statsskickets historia visar dock petitionsrättens stora betydelse för samhällsutvecklingen, och i Bill of Rights 1689 blev denna rätt uttryckligen tillerkänd varje medborgare. Den ingick i de rättigheter, som av franska revolutionen proklamerades.

## Jämförelse med andra skrifter
En petition bör skiljas från sådana meningsyttringar, som uttrycker endast en viss sinnesstämning, av förhoppning, önskan eller farhåga eller av tacksamhet, erkännande eller ogillande med avseende på förestående eller vidtagna allmänna åtgärder, och vilka framställningar ta form av antingen resolution, som stannar vid själva uttalandet av en viss åsikt, eller adress, varigenom det, som uttalats, skriftligen meddelas den, som av meningsyttringen berörs.
Petition bör vidare skiljas från besvär såsom judiciellt eller administrativt rättsmedel, och ansökan som avser anhängiggörande hos viss myndighet av ett förvaltningsärende, vilket beror av myndighetens åtgärd och omedelbart rör sökanden eller den, för vilken densamma för talan.